# Jernej Novak (glasbenik)
Jernej Novak, slovenski glasbenik in skladatelj, * 14. avgust 1886, Knežak, † 1934, Ljubljana.

## Življenje in delo
Novak je v Ljubljani 3 leta obiskoval orglarsko šolo in 2 leti šolo Glasbene matice, pozneje se je glasbeno še izpopolnil v New Yorku. Bil je več let kapelnik pri National Band & Orchester Sheboygan, Leadville, Aurora, ZDA. Po vrnitvi v domovino je kot revizor služboval pri Zadružni zvezi v Ljubljani ter se istočasno tu in tam udejstvoval kot organist in pevovodja. Zložil je več samospevov s klavirsko spremljavo ter nekaj del za salonski orkester.